# San Pedro River
De San Pedro River (Spaans: Río San Pedro) is een rivier met een lengte van 230 km die ontspringt in Cananea in het noorden van Sonora (Mexico) en in Arizona uitmondt in de Gila. De rivier stroomt noordwaarts door de Sonorawoestijn en is een van de laatste rivieren in het zuidwesten van de Verenigde Staten die vrij kan vloeien, zonder stuwdammen.
De rivier is belangrijk als broedplaats voor vogels en als stopplaats voor trekvogels.